# Jawiszowice
Jawiszowice – wieś w Polsce, położona w województwie małopolskim, w powiecie oświęcimskim, w gminie Brzeszcze.

## Położenie
Leży nad rzeką Wisłą i jej dopływem Dankówką. Jawiszowice graniczą od północy z Brzeszczami i Przecieszynem, od wschodu ze Skidziniem i Zasolem, od południa z Zasolem Bielańskim, Wilamowicami i Dankowicami, a od zachodu z Górą. Południowo-zachodnia część wsi nosi nazwę Jaźnik. Znajduje się w niej m.in. fragment starorzecza Wisły, stacja kolejowa Jawiszowice Jaźnik. A także trójstyk trzech powiatów: oświęcimskiego, pszczyńskiego i bielskiego. Zachodnia granica na Wiśle jest historyczną granicą Małopolski (ziemia oświęcimska) ze Śląskiem.
Powierzchnia sołectwa wynosi 1529 ha, a liczba ludności 6794, co daje gęstość zaludnienia równą 444,3 os./km².

## Połączenia drogowe
933 DW933: Jastrzębie-Zdrój - Pszczyna - Jawiszowice - Brzeszcze - Oświęcim
949 DW949: Jawiszowice - Osiek - Przeciszów
- 1871K Przecieszyn - Brzeszcze - Jawiszowice (ul. Spółdzielcza)
- 1872K Jawiszowice (ul. Kobylec, ul. Pocztowa, ul. Olszyny, ul. Jaźnik, ul. Janowiec)
- 1873K Jawiszowice (ul. Jedlina)
- 1874K Jawiszowice (ul. Bielańska) - Zasole Bielańskie
- 1875K Jawiszowice (ul. Przeczna)
- 1876K Jawiszowice (ul. Bielska) - Brzeszcze[5]

## Integralne części wsi
| SIMC    | Nazwa                | Rodzaj    |
| ------- | -------------------- | --------- |
| 0213150 | Janowiec             | część wsi |
| 0213167 | Jaźnik               | część wsi |
| 0213173 | Kacza                | część wsi |
| 0213180 | Kobylec              | część wsi |
| 0213196 | Nawsie               | część wsi |
| 0213204 | Podlesie Brzeskie    | część wsi |
| 0213210 | Podlesie Wilamowskie | część wsi |

## Historia
Miejscowość została po raz pierwszy wzmiankowana w spisie świętopietrza parafii dekanatu Oświęcim diecezji krakowskiej z 1326 roku pod nazwą Janissowicz/Jawissowicz. Zatem miejscowa parafia katolicka powstała wcześniej.
Wieś leżała wówczas w granicach księstwa oświęcimskiego, będącego od 1327 roku lennem Królestwa Czech, a w 1457 roku zostało zakupione przez króla Polski. W towarzyszącym temu dokumencie sprzedaży księstwa Koronie Polskiej wystawionym przez Jana IV oświęcimskiego 21 lutego 1457 roku miejscowość wymieniona została jako Jawyschowicze. W 1504 roku zbudowany został we wsi pierwszy drewniany kościół św. Marcina.
W 1564 roku ostatecznie księstwo oświęcimskie wcielono do Korony Królestwa Polskiego. Nazwę miejscowości jako własność Korony Polskiej wymienia w latach 1470–1480 Jan Długosz w księdze Liber beneficiorum dioecesis Cracoviensis.
Po rozbiorach Polski Jawiszowice znalazły się w granicach monarchii austro-węgierskiej w skład, których wchodziły latach 1772–1918. Według austriackiego spisu ludności z 1900 roku w 213 budynkach w Jawiszowicach na obszarze 1645 hektarów mieszkało 1368 osób (gęstość zaludnienia 83,2 os./km²), z czego 1343 (98,2%) było katolikami, 1 (0,1%) grekokatolikiem, 18 (1,3%) wyznawcami judaizmu a 6 innej religii lub wyznania, 1336 (97,7%) było polsko-, 7 (0,5%) niemiecko- a 7 innojęzycznymi.
W XIX-wiecznym Słowniku geograficznym Królestwa Polskiego miejscowość wymieniona jest w powiecie bialskim w Galicji. Była miejscowością przygraniczną leżącą na granicy między Austrią a Prusami. Znajdowała się w niej jednoklasowa szkoła ludowa oraz przystanek kolei żelaznej. W miejscowości mieszkało wówczas 1411 katolików, 6 ewangelików oraz 9 izraelitów.
Wieś dzieliła się wówczas na dwie części. Większa należała do arcyksięcia Albrechta i liczyła 444 mórg roli, 95 mórg łąk i ogrodów, 83 morgi pastwisk oraz 607 mórg lasu szpilkowego; druga, mniejsza część liczyła 1176 mórg roli, 73 morgi łąk i ogrodów, 141 mórg pastwisk i 84 morgi lasu. We wsi znajdowało się także gospodarstwo stawowe.
Sporo jawiszowian zginęło w walkach o ojczyznę w latach 1914–1921 i 1939–1945. Po odzyskaniu przez Polskę niepodległości w 1918 roku Jawiszowice znalazły się w granicach II Rzeczypospolitej. W 1922 roku w wiosce powstała ochotnicza straż pożarna.
W okresie II wojny światowej w miejscowości znajdował się niemiecki nazistowski obóz pracy przymusowej w Jawiszowicach – filia KL Auschwitz-Birkenau. Powstał w połowie sierpnia 1942 r., a osadzeni w nim więźniowie pracowali w dwóch zakładach wydobywczych kopalni węgla kamiennego „Brzeszcze”  .
Po II wojnie część ziem Jawiszowic zostało przejętych przez Brzeszcze.
W latach 1954–1956 w granicach Brzeszcz. 1954–1972 siedziba gromady Jawiszowice. W latach 1973–1977 miejscowość była siedzibą gminy Jawiszowice. W latach 1975–1998 miejscowość administracyjnie należała do województwa katowickiego.
W 1953 roku oddano do użytku rozbudowany budynek szkolny, a w 1982 nową salę gimnastyczną. Szkoła w 1986 roku przyjęła imię Konstantego Ildefonsa Gałczyńskiego.
W 1991 roku powstała młodzieżowa orkiestra dęta przy OSP Jawiszowice, która działa do dziś.
W 2004 roku w budynku po siostrach zakonnych, należącym do parafii św. Marcina, powstała filia Warsztatów Terapii Zajęciowej w Chełmku. W 2015 roku powstała tu też Świetlica Opiekuńczo-Wychowawcza, a w 2017 Świetlica Terapeutyczna. Z kolei w 2018 roku (w budynku OSP) uruchomiono Dzienny Dom Seniora. Wszystkie te placówki prowadzi Fundacja im. Brata Alberta.

## Ludzie związani z miejscowością
- Jan Wawrzyczek (1912–2000).
- Antoni Fajferek, polski ekonomista.
- ks. dr Henryk Zątek – kawaler Medalu św. Brata Alberta, współorganizator filii Fundacji im. Brata Alberta[20].

## Zabytki
Obiekty wpisane do rejestru zabytków nieruchomych województwa małopolskiego.
- kościół pw. św. Marcina z otoczeniem i starodrzewiem.
XVII-wieczny kościół w stylu barokowym wzniesiony został w 1692 roku na miejscu spalonego wcześniejszego kościoła z 1511 roku[22].
- Budynek dawnej łaźni obozowej wraz z najbliższym otoczeniem oraz latarnia obozowa, przy ul. Dworcowej.

### Inne zabytki
- Zespół kapliczek przydrożnych (XVIII i XIX wiek).
- W 2019 roku nastąpiła renowacja pomnika Ku czci poległych na polu chwały mieszkańców Jawiszowic, postawionego w 1986 roku[23].

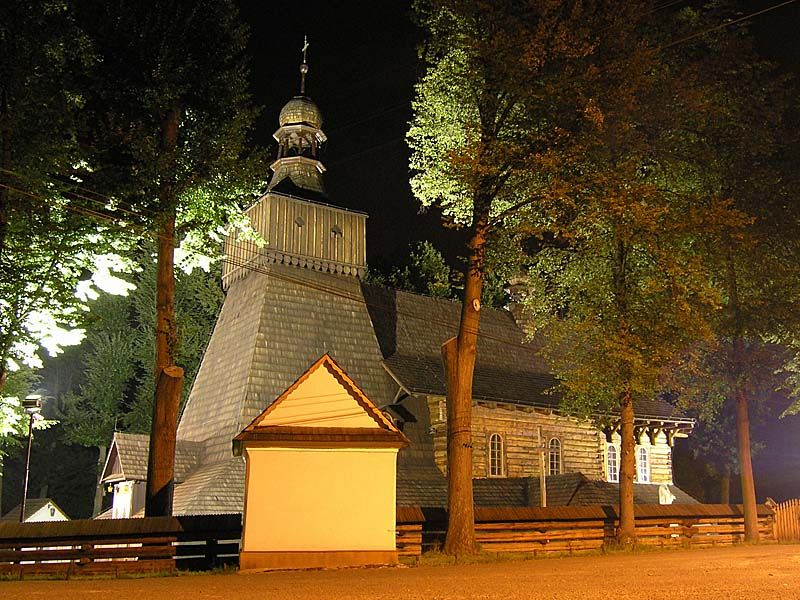
Zabytkowy, drewniany kościół pw. św. Marcina
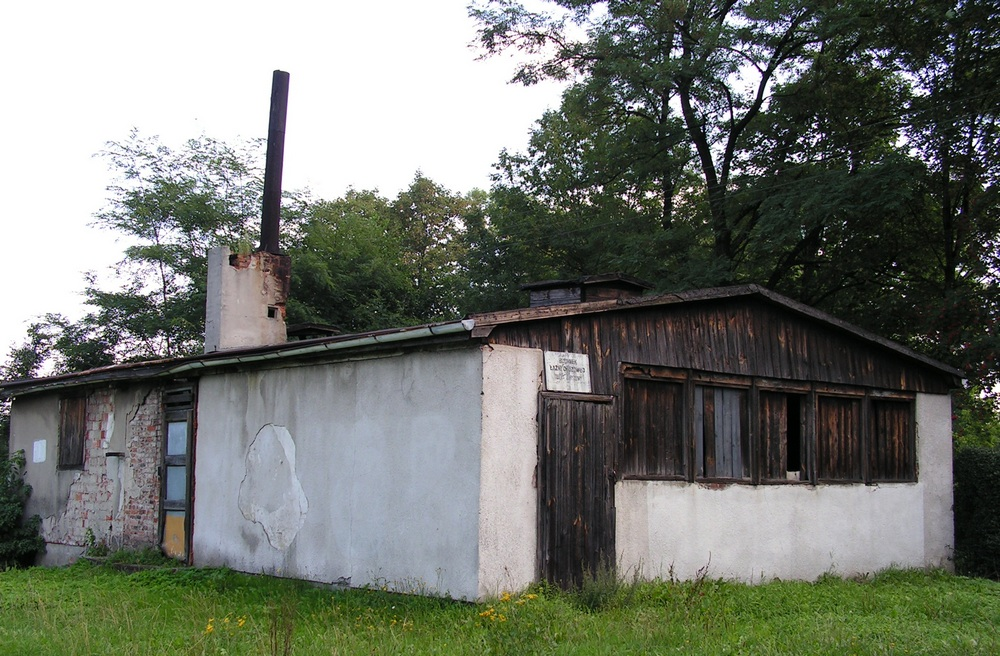
Łaźnia obozowa w podobozie „Jawischowitz”

## Przemysł
Ruch II, szyby, Andrzej III i Andrzej IV, kopalni KWK Brzeszcze. Zakłady POM, po 1989 roku zostały sprywatyzowane i zajmują się podobną działalnością (tzn. naprawa samochodów dostawczych).

## Sport i rekreacja
Klub Sportowy LKS Jawiszowice założono w 1951 roku. Piłkarze występują w IV lidze. W drużynie grał m.in.: Krzysztof Chrapek (Lech Poznań), Przemysław Pitry. 